# Uvaroviella
Uvaroviella is een geslacht van rechtvleugeligen uit de familie krekels (Gryllidae). De wetenschappelijke naam van dit geslacht is voor het eerst geldig gepubliceerd in 1923 door Lucien Chopard.

## Soorten
Het geslacht Uvaroviella omvat de volgende soorten:
- Uvaroviella arrugia Otte & Perez-Gelabert, 2009
- Uvaroviella babyas Otte & Perez-Gelabert, 2009
- Uvaroviella bolivia Gorochov, 2011
- Uvaroviella cantator Otte & Perez-Gelabert, 2009
- Uvaroviella cavea Otte & Perez-Gelabert, 2009
- Uvaroviella erinys Otte & Perez-Gelabert, 2009
- Uvaroviella jamaicense Otte & Perez-Gelabert, 2009
- Uvaroviella marmorata Redtenbacher, 1892
- Uvaroviella mirabilis Otte & Perez-Gelabert, 2009
- Uvaroviella nesites Otte & Perez-Gelabert, 2009
- Uvaroviella otaros Otte & Perez-Gelabert, 2009
- Uvaroviella phylacris Otte & Perez-Gelabert, 2009
- Uvaroviella simlense Otte & Perez-Gelabert, 2009
- Uvaroviella surda Gorochov, 2007
- Uvaroviella tabulatum Otte & Perez-Gelabert, 2009
- Uvaroviella thescelos Otte & Perez-Gelabert, 2009
- Uvaroviella tobago Otte & Perez-Gelabert, 2009
- Uvaroviella trelawni Otte & Perez-Gelabert, 2009
- Uvaroviella crassicornis Saussure, 1878
- Uvaroviella trinidadi Gorochov, 2007
- Uvaroviella cryptos Nischk & Otte, 2000
- Uvaroviella dispar Redtenbacher, 1892
- Uvaroviella grandis Desutter-Grandcolas, 1992
- Uvaroviella herpon Otte, 2006
- Uvaroviella infuscata Desutter-Grandcolas, 1992
- Uvaroviella nicuesa Hebard, 1928
- Uvaroviella orchestes Otte, 2006
- Uvaroviella pequegna Desutter-Grandcolas, 1992
- Uvaroviella scandens Otte, 2006
- Uvaroviella turbidus Otte, 2006
- Uvaroviella vittatum Chopard, 1937
- Uvaroviella affinis Gorochov, 2011
- Uvaroviella andensis Gorochov, 2007
- Uvaroviella antennalis Gorochov, 2007
- Uvaroviella chamocoru Nischk & Otte, 2000
- Uvaroviella demissa Gorochov, 2007
- Uvaroviella feredemissa Gorochov, 2007
- Uvaroviella finitima Gorochov, 2007
- Uvaroviella hypxyros Nischk & Otte, 2000
- Uvaroviella leleupae Chopard, 1970
- Uvaroviella mococharu Nischk & Otte, 2000
- Uvaroviella parantennalis Gorochov, 2007
- Uvaroviella pastaza Gorochov, 2011
- Uvaroviella pequegnita Desutter-Grandcolas, 1992
- Uvaroviella rumococha Desutter-Grandcolas, 1992
- Uvaroviella bordoni Chopard, 1970
- Uvaroviella izerskyi Gorochov, 2011
- Uvaroviella maculatum Caudell, 1918
- Uvaroviella morona Gorochov, 2011
- Uvaroviella nebulosa Gorochov, 2007
- Uvaroviella ucayali Gorochov, 2011
- Uvaroviella aptera Giglio-Tos, 1897
- Uvaroviella guyanensis Desutter-Grandcolas, 1992
- Uvaroviella minor Otte, 2006
- Uvaroviella bora Desutter-Grandcolas, 1992
- Uvaroviella meioptera Gorochov, 2007
- Uvaroviella nouragui Desutter-Grandcolas, 1992
- Uvaroviella subaptera Gorochov, 2007
- Uvaroviella spelaea Desutter-Grandcolas, 1992
- Uvaroviella cavicola Chopard, 1923